# Shangaan
De Shangaan zijn een Bantoevolk in Zuidelijk Afrika. Zij leven voornamelijk in het zuiden van Mozambique in de provincies Gaza en Maputo. Daarnaast leeft een grote groep in de Zuid-Afrikaanse provincie Limpopo en het voormalige in Limpopo opgegane thuisland Gazankulu. In Zuid-Afrika staan zij bekend onder de naam van de taal die ze spreken Tsonga. De Shangaan spreken de taal Tsonga.
Afrikaners · Anglo-Afrikanen · Aziaten (Chinezen en Indiërs) · Basotho · Griekwa · Kaap-Maleiers · Kleurlingen · Khoisan · Pedi · Tsonga · Swazi · Tswana · Venda · Xhosa · Zoeloes · Zuid-Ndebele